# Copa Leonino Caiado de Futebol
Copa Leonino Caiado foi uma competição paralela organizada pela Federação Goiana de Futebol (FGF) entre os clubes do estado brasileiro de Goiás, contando com times da capital e do interior. Teve como primeiro campeão o Goiás.
O maior campeão da competição é o Goiás, com cinco títulos. Após o Goiás, o maior campeão é o Vila Nova (dois títulos).

## Primeira edição
Na primeira edição do torneio cinco times disputaram: Vila Nova, Goiânia, Campineira, Atlético Goianiense e Goiás.
O Goiás acabou se sagrando campeão ao vencer os dois jogos da final sobre o Goiânia.

## Campeões

### Títulos por clube
| Clube               | Títulos                             | Vices                    | Teceiro               | Quarto             |
| ------------------- | ----------------------------------- | ------------------------ | --------------------- | ------------------ |
| Goiás               | 5 (1972, 1973, 1974, 1975-I e 1977) | 0                        | 0                     | 0                  |
| Vila Nova           | 2 (1975-II e 1979)                  | 2 (1973 e 1975)          | 0                     | 0                  |
| Itumbiara           | 0                                   | 3 (1975-II, 1977 e 1979) | 1 (1975-I)            | 1 (1974)           |
| Atlético Goianiense | 0                                   | 1 (1974)                 | 3 (1972, 1973 e 1977) | 2 (1975-II e 1979) |
| Goiânia             | 0                                   | 1 (1972)                 | 1 (1975-II)           | 2 (1975-I e 1977)  |
| Goiatuba            | 0                                   | 0                        | 1 (1974)              | 1 (1973)           |
| Anápolis            | 0                                   | 0                        | 1 (1979)              | 0                  |
| Campinas            | 0                                   | 0                        | 0                     | 1 (1972)           |

### Títulos por cidade
| Cidade  | Títulos | Equipes                   |
| Goiânia | 7       | Goiás (5) e Vila Nova (2) |

## Maiores goleadas
Estas são as maiores goleadas da história da Copa Leonino Caiado de Futebol:
| Nº | Mandante  | Placar | Visitante           | Estádio       | Data            | Ano  |
| -- | --------- | ------ | ------------------- | ------------- | --------------- | ---- |
| 1  | Goiás     | 5–0    | Goiânia             |               | 29 de janeiro   | 1975 |
| 2  | Anápolis  | 1–5    | Itumbiara           | Jonas Duarte  | 29 de agosto    | 1979 |
| 3  | Goiás     | 4–0    | Vila Nova           |               | 11 de fevereiro | 1973 |
| 3  | Goiás     | 4–0    | Itumbiara           |               | 16 de janeiro   | 1975 |
| 3  | Vila Nova | 4–0    | Atlético Goianiense | Serra Dourada | 26 de agosto    | 1979 |
| 4  | Goiânia   | 1–4    | Goiás               | Olímpico      | 30 de abril     | 1972 |